# Julián Vara
Julián Vara López, (Las Rozas de Madrid, Comunidad de Madrid, España, 17 de noviembre de 1983) es un futbolista español que jugó de lateral derecho en la Agrupación Deportiva Alcorcón el año del alcorconazo. Posteriormente jugó en Grecia en el Iliopoli donde estuvo hasta final de la temporada. Actualmente milita en el CD Torrijos, del grupo XVIII de Tercera División. Se formó en las categorías inferiores del Atlético de Madrid.

## Trayectoria
| Club                    | País   | Temporada | Partidos | Goles |
| ----------------------- | ------ | --------- | -------- | ----- |
| Las Rozas de Madrid     | España | 2004-2005 |          |       |
| Atlético de Madrid B    | España | 2005-2006 | 28       | 2     |
| Atlético de Madrid      | España | 2005-2006 | 2        | 0     |
| Atlético de Madrid B    | España | 2006-2007 | 23       | 5     |
| Atlético de Madrid B    | España | 2007-2008 | 1        | 0     |
| Real Club Celta de Vigo | España | 2007-2008 | 14       | 1     |
| SD Huesca               | España | 2008-2009 | 22       | 2     |
| AD Alcorcón             | España | 2009-2010 | 35       | 6     |
| GS Ilioupolis           | Grecia | 2010-2011 |          |       |
| Club Deportivo Torrijos | España | 2011-2013 |          |       |